# Нісікава Сюсаку
Нісікава Сюсаку (яп. 西川 周作, нар. 18 червня 1986, Уса) — японський футболіст, воротар клубу «Санфрече Хіросіма» та національної збірної Японії.

## Клубна кар'єра
Народився 18 червня 1986 року в місті Уса. Вихованець футбольної школи клубу «Ойта Трініта». Дорослу футбольну кар'єру розпочав 2005 року в основній команді того ж клубу, в якій провів чотири сезони, взявши участь у 118 матчах чемпіонату. Більшість часу, проведеного у складі «Ойта Трініта», був основним голкіпером команди.
Після вильоту клубу до другого дивізіону перейшов до складу клубу «Санфрече Хіросіма» на початку 2010 року. Наразі встиг відіграти за команду з Хіросіми 101 матч в національному чемпіонаті.

## Виступи за збірну
У складі олімпійської збірної був учасником футбольного турніру на Олімпійських іграх 2008 року у Пекіні.
6 жовтня 2009 року дебютував в офіційних матчах у складі національної збірної Японії.
У складі збірної був учасником кубка Азії з футболу 2011 року у Катарі, здобувши того року титул переможця турніру, та розіграшу Кубка конфедерацій 2013 року у Бразилії.
Наразі провів у формі головної команди країни 8 матчів.

## Титули і досягнення
- Клубні: 
  - Чемпіон Японії: 2012, 2013
  - Володар Кубка Джей-ліги: 2008, 2016
  - Володар Кубка банку Суруга: 2017
  - Клубний чемпіон Азії:  2017
  - Володар Кубка Імператора:  2018, 2021
  - Володар Суперкубка Японії:  2013, 2022
- У складі збірної: 
  - Чемпіон Азії: 2011
  - Чемпіон Східної Азії: 2013
- Особисті: 
  - У символічній збірній Джей-ліги : 2012